# 因河地区波灵
因河地区波灵是奥地利上奥地利州因河畔布劳瑙县的一个市镇。总面积15平方公里，总人口893人，人口密度59.5人/平方公里（2005年）。